# Las Piedras (Puerto Rico)
Las Piedras ist eine der 78 Gemeinden von Puerto Rico.
Sie liegt an der Nordküste von Puerto Rico. Sie hatte 2019 eine Einwohnerzahl von 37.007 Personen.

## Geografie
Las Piedras liegt in der zentralen Region der Insel, nördlich von Yabucoa; südlich von Canóvanas und Río Grande; östlich von Juncos und San Lorenzo; und westlich von Naguabo und Humacao. Las Piedras liegt etwa 45 Minuten von San Juan, der Hauptstadt Puerto Ricos, und 5 Minuten von Palmas del Mar in Humacao, einem der größten Resorts in der Karibik, entfernt.

## Geschichte
Las Piedras wurde im Jahr 1793 gegründet. Puerto Rico wurde nach dem Spanisch-Amerikanischen Krieg im Rahmen des Pariser Vertrags von 1898 von Spanien abgetreten und wurde ein Territorium der Vereinigten Staaten. Im Jahr 1899 führten die Vereinigten Staaten ihre erste Volkszählung in Puerto Rico durch und stellten fest, dass die Einwohnerzahl von Las Piedras damals 8.602 betrug.

## Gliederung
Die Gemeinde ist in acht Barrios aufgeteilt:
1. Boquerón
2. Ceiba
3. Collores
4. El Río
5. Las Piedras barrio-pueblo
6. Montones
7. Quebrada Arenas
8. Tejas

## Sehenswürdigkeiten
Las Piedras hat viele natürliche Attraktionen, wie z. B. La Cueva del Indio, ein Ort mit indianischen Höhlen und Malereien.